# Campeonato de Primera B 1994-95 (Argentina)
El Campeonato de Primera División B 1994-95 fue la sexagésima segunda temporada de la Primera B y la novena como tercera categoría del fútbol argentino. Fue disputado entre el 13 de agosto de 1994 y el 15 de julio de 1995 por 18 equipos.
Los nuevos equipos participantes fueron: los ascendidos de la Primera C, Defensores Unidos y Excursionistas y los descendidos del Nacional B Ituzaingó y Sarmiento de Junín.
El campeón fue Atlanta que venció en la final por el primer ascenso a Dock Sud, mientras que el segundo ascenso fue para Tigre que ganó el torneo reducido al vencer en la final a Argentino de Rosario y ascendió al Nacional B.

## Ascensos y descensos
| Posición | Descendidos de la Primera B 1993-94 |
| -------- | ----------------------------------- |
| 17.º     | Villa Dálmine                       |
| 18.º     | Deportivo Merlo                     |

| Posición  | Ascendidos de la Primera C 1993-94 |
| --------- | ---------------------------------- |
| Campeón   | Defensores Unidos                  |
| Gan. Red. | Excursionistas                     |

| Posición  | Ascendidos al Nacional B 1994-95 |
| --------- | -------------------------------- |
| Campeón   | Chacarita Juniors                |
| Gan. Red. | Los Andes                        |

| Posición | Descendidos del Nacional B 1993-94 |
| -------- | ---------------------------------- |
| 21.º     | Sarmiento (Junín)                  |
| 22.º     | Ituzaingó                          |

## Equipos participantes
| Equipo                 | Localidad           | Estadio              | Capacidad |
| ---------------------- | ------------------- | -------------------- | --------- |
| Almagro                | José Ingenieros     | Tres de Febrero      | 19.000    |
| Argentino              | Rosario             | José Martín Olaeta   | 6800      |
| Argentino de Quilmes   | Quilmes             | Argentino de Quilmes | 7000      |
| Atlanta                | Buenos Aires        | Don León Kolbowsky   | 14.000    |
| Colegiales             | Munro               | Libertarios Unidos   | 8500      |
| Defensa y Justicia     | Florencio Varela    | Norberto Tomaghello  | 18.000    |
| Defensores de Belgrano | Buenos Aires        | Juan Pasquale        | 9000      |
| Def. de Cambaceres     | Ensenada            | 12 de Octubre        | 8500      |
| Defensores Unidos      | Zárate              | Gigante de Villa Fox | 6500      |
| Deportivo Armenio      | Ingeniero Maschwitz | Armenia              | 10.500    |
| Dock Sud               | Dock Sud            | De Los Inmigrantes   | 5000      |
| El Porvenir            | Gerli               | Gildo Ghersinich     | 14.000    |
| Estudiantes            | Caseros             | Ciudad de Caseros    | 16.500    |
| Excursionistas         | Buenos Aires        | Excursionistas       | 7200      |
| Ituzaingó              | Ituzaingó           | Carlos Sacaan        | 3500      |
| San Miguel             | San Miguel          | Malvinas Argentinas  | 6800      |
| Sarmiento              | Junín               | Eva Perón            | 19.000    |
| Tigre                  | Victoria            | José Dellagiovanna   | 26.282    |

### Distribución geográfica de los equipos
| Región                                   | Cant. | Equipos |
| ---------------------------------------- | ----- | --- |
| Conurbano bonaerense                     | 11    | Almagro, Argentino de Quilmes, Colegiales, Defensa y Justicia, Deportivo Armenio, Dock Sud, El Porvenir, Estudiantes, Ituzaingó, San Miguel y Tigre |
| Ciudad de Buenos Aires                   | 3     | Atlanta, Defensores de Belgrano y Excursionistas |
| Interior de la provincia de Buenos Aires | 2     | Defensores Unidos y Sarmiento (Junín) |
| Gran La Plata                            | 1     | Defensores de Cambaceres |
| Ciudad de Rosario                        | 1     | Argentino |

## Formato

### Competición
Se disputaron dos torneos: Apertura y Clausura. En cada uno de ellos, los 18 equipos se enfrentaron todos contra todos. Ambos se jugaron a una sola rueda. Los partidos disputados en el Torneo Clausura representaron los desquites de los del Torneo Apertura, invirtiendo la localía.
Si el ganador de ambas fases era el mismo equipo, sería el campeón. En cambio, si los ganadores del Apertura y el Clausura eran dos equipos distintos disputarían una final a dos partidos para determinarlo. En el primer caso, el equipo mejor ubicado en la tabla general (excluyendo al campeón) o el perdedor de la final, en el segundo caso, clasificaría a las semifinales del Torneo reducido.
Por otra parte, los seis equipos que, al finalizar la disputa, ocuparon los primeros puestos de la tabla general de la temporada (excluyendo al campeón y al clasificado a las semifinales) clasificaron a los cuartos de final del Torneo reducido.

### Ascensos
El equipo que ganó la final entre los ganadores del Apertura y el Clausura se coronó campeón y obtuvo el primer ascenso al Nacional B, mientras que el ganador del Torneo reducido logró el segundo ascenso.

### Descensos
El promedio se calculaba sumando los puntos obtenidos en la fase regular de los torneos de 1992/93, 1993/94 y 1994/95 dividiendo por estas 3 temporadas. Los equipos que ocuparon los dos últimos lugares de la tabla de promedios descendieron a la Primera C.

## Torneo Apertura
| Pos | Equipo               | Pts | PJ | PG | PE | PP | GF | GC | Dif |
| --- | -------------------- | --- | -- | -- | -- | -- | -- | -- | --- |
| 1º  | Dock Sud             | 25  | 17 | 10 | 5  | 2  | 21 | 7  | 14  |
| 2º  | Defensa y Justicia   | 23  | 17 | 8  | 7  | 2  | 25 | 17 | 8   |
| 3º  | Atlanta              | 22  | 17 | 9  | 4  | 4  | 26 | 14 | 12  |
| 4º  | Sarmiento de Junín   | 22  | 17 | 8  | 6  | 3  | 23 | 15 | 8   |
| 5º  | Argentino de Rosario | 21  | 17 | 9  | 3  | 5  | 23 | 13 | 10  |
| 6º  | Argentino de Quilmes | 21  | 17 | 7  | 7  | 3  | 16 | 9  | 7   |
| 7º  | Almagro              | 21  | 17 | 8  | 5  | 4  | 23 | 18 | 5   |
| 8º  | Tigre                | 18  | 17 | 6  | 6  | 5  | 15 | 13 | 2   |
| 9º  | Def. de Belgrano     | 18  | 17 | 5  | 8  | 4  | 16 | 19 | -3  |
| 10º | Estudiantes (BA)     | 16  | 17 | 7  | 2  | 8  | 17 | 16 | 1   |
| 11º | El Porvenir          | 16  | 17 | 6  | 4  | 7  | 12 | 17 | -5  |
| 12º | Colegiales           | 15  | 17 | 5  | 5  | 7  | 21 | 22 | -1  |
| 13º | San Miguel           | 14  | 17 | 4  | 6  | 7  | 19 | 21 | -2  |
| 14º | Def. de Cambaceres   | 13  | 17 | 2  | 9  | 6  | 10 | 16 | -6  |
| 15º | Defensores Unidos    | 12  | 17 | 3  | 6  | 8  | 12 | 19 | -7  |
| 16º | Excursionistas       | 10  | 17 | 3  | 4  | 10 | 14 | 26 | -12 |
| 17º | Ituzaingó            | 10  | 17 | 3  | 4  | 10 | 15 | 29 | -14 |
| 18º | Deportivo Armenio    | 9   | 17 | 2  | 5  | 10 | 12 | 29 | -17 |

|  | Se consagró campeón del Torneo Apertura. |

## Torneo Clausura
| Pos | Equipo               | Pts | PJ | PG | PE | PP | GF | GC | Dif |
| --- | -------------------- | --- | -- | -- | -- | -- | -- | -- | --- |
| 1º  | Atlanta              | 24  | 17 | 11 | 2  | 4  | 26 | 17 | 9   |
| 2º  | San Miguel           | 21  | 17 | 8  | 5  | 4  | 27 | 15 | 12  |
| 3º  | Sarmiento de Junín   | 19  | 17 | 4  | 11 | 2  | 28 | 15 | 13  |
| 4º  | Dock Sud             | 19  | 17 | 8  | 3  | 6  | 23 | 23 | 0   |
| 5º  | Defensa y Justicia   | 18  | 17 | 7  | 4  | 6  | 19 | 15 | 4   |
| 6º  | Tigre                | 18  | 17 | 6  | 6  | 5  | 18 | 14 | 4   |
| 7º  | Defensores Unidos    | 18  | 17 | 6  | 6  | 5  | 22 | 19 | 3   |
| 8º  | Def. de Belgrano     | 18  | 17 | 5  | 8  | 4  | 16 | 16 | 0   |
| 9º  | Excursionistas       | 17  | 17 | 6  | 5  | 6  | 13 | 18 | -5  |
| 10º | Argentino de Rosario | 16  | 17 | 7  | 4  | 6  | 25 | 20 | 5   |
| 11º | Deportivo Armenio    | 16  | 17 | 4  | 8  | 5  | 15 | 17 | -2  |
| 12º | Ituzaingó            | 16  | 17 | 5  | 6  | 6  | 11 | 13 | -2  |
| 13º | Almagro              | 16  | 17 | 6  | 4  | 7  | 20 | 23 | -3  |
| 14º | Argentino de Quilmes | 16  | 17 | 6  | 4  | 7  | 19 | 24 | -5  |
| 15º | Estudiantes (BA)     | 14  | 17 | 4  | 6  | 7  | 19 | 21 | -2  |
| 16º | El Porvenir          | 14  | 17 | 3  | 8  | 6  | 19 | 28 | -9  |
| 17º | Colegiales           | 12  | 17 | 4  | 4  | 9  | 16 | 26 | -10 |
| 18º | Def. de Cambaceres   | 12  | 17 | 2  | 8  | 7  | 9  | 21 | -12 |

|  | Se consagró campeón del Torneo Clausura. |

## Final
Se disputó a doble partido, haciendo como local en primer lugar el campeón del Torneo Apertura y en la vuelta el campeón del Torneo Clausura.
| Dock Sud                                                          | 0 - 2 | Atlanta  | Presidente Perón        | 3 de junio  |
| Atlanta                                                           | 2 - 1 | Dock Sud | Arq. Ricardo Etcheverri | 10 de junio |
| Global: 4 - 1. Atlanta se coronó campeón y ascendió al Nacional B |       |          |                         |             |

## Tabla de posiciones final
| Pos | Equipo               | Pts | PJ | G  | E  | P  | GF | GC | DIF |
| --- | -------------------- | --- | -- | -- | -- | -- | -- | -- | --- |
| 1º  | Atlanta              | 46  | 34 | 20 | 6  | 8  | 52 | 31 | 21  |
| 2º  | Dock Sud             | 44  | 34 | 18 | 8  | 8  | 44 | 30 | 14  |
| 3º  | Sarmiento de Junín   | 41  | 34 | 12 | 17 | 5  | 51 | 30 | 21  |
| 4º  | Defensa y Justicia   | 41  | 34 | 15 | 11 | 8  | 44 | 32 | 12  |
| 5º  | Argentino de Rosario | 37  | 34 | 16 | 7  | 11 | 48 | 33 | 15  |
| 6º  | Almagro              | 37  | 34 | 14 | 9  | 11 | 43 | 41 | 2   |
| 7º  | Argentino de Quilmes | 37  | 34 | 13 | 11 | 10 | 35 | 33 | 2   |
| 8º  | Tigre                | 36  | 34 | 12 | 12 | 10 | 33 | 27 | 6   |
| 9º  | Def. de Belgrano     | 36  | 34 | 10 | 16 | 8  | 32 | 35 | -3  |
| 10º | San Miguel           | 35  | 34 | 12 | 11 | 11 | 46 | 36 | 10  |
| 11º | Estudiantes (BA)     | 30  | 34 | 11 | 8  | 15 | 36 | 37 | -1  |
| 12º | Defensores Unidos    | 30  | 34 | 9  | 12 | 13 | 34 | 38 | -4  |
| 13º | El Porvenir          | 30  | 34 | 9  | 12 | 13 | 31 | 45 | -14 |
| 14º | Colegiales           | 27  | 34 | 9  | 9  | 16 | 37 | 48 | -11 |
| 15º | Excursionistas       | 27  | 34 | 9  | 9  | 16 | 27 | 44 | -17 |
| 16º | Ituzaingó            | 26  | 34 | 8  | 10 | 16 | 26 | 42 | -16 |
| 17º | Def. de Cambaceres   | 25  | 34 | 4  | 17 | 13 | 19 | 37 | -18 |
| 18º | Deportivo Armenio    | 25  | 34 | 6  | 13 | 15 | 27 | 46 | -19 |

|  | Campeón y primer ascenso al ganar la final.                                          |
|  | Clasificado a las semifinales del reducido como perdedor de la final por el ascenso. |
|  | Clasificados a cuartos de final del reducido por el ascenso.                         |

## Torneo reducido
El equipo que figura arriba en cada serie es el que hizo de local en el partido de vuelta y contaba con ventaja deportiva, por estar ubicado en una mejor posición en la Tabla de Posiciones final de la temporada.
|  | Cuartos de final          | Cuartos de final     | Cuartos de final |   |                    | Semifinales          | Semifinales          | Semifinales          |  |  | Final                | Final          | Final          |
|  | 3 y 10 de junio           | 3 y 10 de junio      | 3 y 10 de junio  |   |                    | del 17 y 24 de junio | del 17 y 24 de junio | del 17 y 24 de junio |  |  | 1 y 8 de julio       | 1 y 8 de julio | 1 y 8 de julio |
|  |                           |                      |                  |   |                    |                      |                      |                      |  |  |                      |                |                |
|  | Defensa y Justicia (v.d.) | 1                    | 1                |   |                    |                      |                      |                      |  |  |                      |                |                |
|  | Argentino de Quilmes      | 1                    | 1                |   |                    |                      |                      |                      |  |  |                      |                |                |
|  | Argentino de Quilmes      | 1                    | 1                |   | Defensa y Justicia | 1                    | 0                    |                      |  |  |                      |                |                |
|  |                           |                      |                  |   | Defensa y Justicia | 1                    | 0                    |                      |  |  |                      |                |                |
|  |                           | Argentino de Rosario | 2                | 3 |                    |                      |                      |                      |  |  |                      |                |                |
|  | Argentino de Rosario      | Argentino de Rosario | 2                | 3 | 4                  | 1                    |                      |                      |  |  |                      |                |                |
|  | Argentino de Rosario      |                      |                  |   | 4                  | 1                    |                      |                      |  |  |                      |                |                |
|  | Almagro                   | 1                    | 0                |   |                    |                      |                      |                      |  |  |                      |                |                |
|  |                           |                      |                  |   |                    |                      |                      |                      |  |  | Argentino de Rosario | 0              | 0              |
|  |                           |                      | Tigre            | 0 | 0                  |                      |                      |                      |  |  |                      |                |                |
|  | Dock Sud                  |                      |                  |   |                    |                      |                      |                      |  |  |                      |                |                |
|  |                           |                      |                  |   |                    |                      |                      |                      |  |  |                      |                |                |
|  |                           | Dock Sud             | 2                | 2 |                    |                      |                      |                      |  |  |                      |                |                |
|  |                           |                      |                  | 2 |                    |                      |                      |                      |  |  |                      |                |                |
|  |                           | Tigre                | 2                | 3 |                    |                      |                      |                      |  |  |                      |                |                |
|  | Sarmiento de Junín        | Tigre                | 2                | 3 | 1                  | 2                    |                      |                      |  |  |                      |                |                |
|  | Sarmiento de Junín        |                      |                  |   | 1                  | 2                    |                      |                      |  |  |                      |                |                |
|  | Tigre                     | 1                    | 3                |   |                    |                      |                      |                      |  |  |                      |                |                |

| Argentino de Rosario                            | 1 - 2 | Tigre | Gigante de Arroyito | 15 de julio |
| Tigre ganó el reducido y ascendió al Nacional B |       |       |                     |             |

## Tabla de descenso
| Pos | Equipo               | 1992/93 | 1993/94 | 1994/95 | Pts | PJ  | Promedio |
| --- | -------------------- | ------- | ------- | ------- | --- | --- | -------- |
| 1º  | Atlanta              | 39      | 47      | 46      | 132 | 102 | 1,294    |
| 2º  | Sarmiento de Junín   | 47      | -       | 41      | 88  | 68  | 1,294    |
| 3º  | Defensa y Justicia   | -       | 40      | 41      | 81  | 68  | 1,191    |
| 4º  | Tigre                | 33      | 42      | 36      | 111 | 102 | 1,088    |
| 5º  | Dock Sud             | 40      | 26      | 44      | 110 | 102 | 1,078    |
| 6º  | Argentino de Quilmes | -       | 34      | 37      | 71  | 68  | 1,044    |
| 7º  | San Miguel           | 40      | 30      | 35      | 105 | 102 | 1,029    |
| 8º  | Def. de Belgrano     | 29      | 35      | 36      | 100 | 102 | 0,98     |
| 9º  | El Porvenir          | 34      | 36      | 30      | 100 | 102 | 0,98     |
| 10º | Almagro              | 35      | 27      | 37      | 99  | 102 | 0,971    |
| 11º | Argentino de Rosario | 32      | 29      | 37      | 98  | 102 | 0,961    |
| 12º | Def. de Cambaceres   | 39      | 29      | 25      | 93  | 102 | 0,912    |
| 13º | Defensores Unidos    | -       | -       | 30      | 30  | 34  | 0,882    |
| 14º | Deportivo Armenio    | 26      | 39      | 25      | 90  | 102 | 0,882    |
| 15º | Estudiantes (BA)     | 29      | 29      | 30      | 88  | 102 | 0,863    |
| 16° | Colegiales           | -       | 29      | 27      | 56  | 68  | 0,824    |
| 17° | Excursionistas       | -       | -       | 27      | 27  | 34  | 0,794    |
| 18º | Ituzaingó            | -       | -       | 26      | 26  | 34  | 0,765    |

|  | Descendió a la Primera C. |